# Rytidosperma distichum
Rytidosperma distichum là một loài thực vật có hoa trong họ Hòa thảo. Loài này được (Nees) Cope miêu tả khoa học đầu tiên năm 1999.